# Han (rivier)
De Han (Han Shui of Han Jiang) is een belangrijke linkerzijrivier van de Yangtze, gelegen in de provincie Hubei van de Volksrepubliek China. Aan de monding van de Han in de Yangtze ontstond Wuhan.
De Han behoort tot het stroomgebied van de Yangtze of Blauwe Rivier. Deze is de langste rivier van China en Azië en de op twee na langste stroom van de wereld. De Han zelf is ook een rivier met een lengte van 1.532 km, waarvan de bron gelegen is in het Qinling Shangebergte ten zuiden van Baoji in Shaanxi. De Han is met deze lengte zelf de langste zijrivier van het bekken.
De rivier gaf zijn naam aan de Han-dynastie en hierdoor dus ook aan de Han-Chinezen, veruit de grootste etnische groep in China, en in de hele wereld. Ook de stad Hanzhong dicht bij de bron is genoemd naar de rivier. De rivier werd vroeger aangezien als een heilige rivier. Ook wordt de rivier beschouwd als een onderdeel van de scheidingslijn tussen Noord- en Zuid-China.

## Steden langs de loop van de Han
- Hanzhong
- Ankang
- Shiyan
- Xiangyang
- Xiantao
- Wuhan

- Bibliothèque nationale de France: cb14645610r (data)
- Virtual International Authority File: 315530208